# ゲンナジー・ジュガーノフ
ゲンナジー・アンドレーエヴィッチ・ジュガーノフ（ロシア語: Генна́дий Андре́евич Зюга́нов, ラテン文字転写: Gennadii Andreevich Zyuganov, 1944年6月26日 - ）は、ロシアの政治家。ロシア連邦共産党党首（中央執行委員長）。ロシア連邦軍大佐。哲学博士。

## 経歴

### 出自
ソビエト連邦ロシア共和国のオリョール州ホトィネツ地区ムイトリノ村に生まれる。1961年から中学校教師として勤務を始める。1969年にオリョール教育大学物理・数学部を卒業。母校で物理と数学の講座を担当した。
1963年から1966年にかけて、ドイツ駐留ソ連軍およびベラルーシとチェリャビンスク地域の放射線・化学・生物兵器防護部隊に勤務して予備役大佐となった。

### ソ連共産党での活動
1966年にソ連共産党に入党し、翌1967年から兵役終了後の党活動に従事するようになる。その後、オリョール州コムソモール第一書記、オリョール州委員会書記、同第二書記、オリョール州党委員会宣伝・扇動部長などを歴任した。また、この間、1980年にソ連共産党付属社会科学アカデミーを卒業し、哲学博士号を取った。1983年からソ連共産党中央委員会宣伝部に転じ、宣伝部の指導員や課長を経て、1989年から1990年まで中央委員会イデオロギー部副部長を務めた。1990年にロシア共産党結成のため組織委員会が発足し、共産党保守派が結集すると、ジュガーノフもこの動きに参加する。同年6月にロシア共産党が発足すると、中央委員会政治局員兼書記に選出され、人道・イデオロギー問題常任委員会議長を兼任する。しかし、共産党保守派によるソ連8月クーデターが失敗して、ソ連共産党は解散、ソ連は崩壊を余儀なくされた。

### ロシア連邦共産党指導者
ソビエト連邦の崩壊後、アナトリー・ルキヤノフやエゴール・リガチョフらかつての共産党保守派の結成した共産党再建のための組織委員会に参加し、その機をうかがうとともに、1993年1月、ロシア連邦共産党が設立され、その中央執行委員会議長となる。同年10月のモスクワ騒乱では副大統領のアレクサンドル・ルツコイと最高会議議長のルスラン・ハズブラートフの側に立ち、 ロシア最高会議議会ビル（ホワイトハウス）に立てこもるが、政府軍突入直前にホワイトハウスから脱出した。1992年から共産主義者とセルゲイ・バブーリンら民族主義・愛国主義者を糾合して結成された救国戦線の共同議長に就任していたが、これは10月政変後にエリツィン政権によってソ連崩壊後のロシアで初めて非合法化された団体となった。
最高会議廃止後、新設された連邦議会では、1993年12月にロシア下院の国家会議選挙に比例区でロシア連邦共産党から選出された。1995年1月、ロシア連邦共産党党首に選出される。
1995年12月の下院選で下院議員に再選。この選挙で共産党は国民の不満を吸収して、第一党に躍進する。翌1996年1月にスイスのダボスで行われた世界経済フォーラム（ダボス会議）に出席し、政権交代が実現すれば市場経済を否定しないことを表明した。当時の世論調査でジュガーノフの約21％に対して現職のボリス・エリツィン大統領は僅か8％の支持率しかなく、次期大統領選で有力視されていたジュガーノフがフォーラムの参加者から概ね歓迎されたことに危機感を覚えたジョージ・ソロスに新興財閥（オリガルヒ）のボリス・ベレゾフスキーは行動を促され、同年4月にベレゾフスキー傘下のネザビシマヤ・ガゼータでセルゲイ・クルギニャンが発表した13人の手紙に他のオリガルヒとともに署名してジュガーノフに対して大統領選を延期してエリツィンと協力するよう呼びかけた。ジュガーノフは側近のヴィクトル・ゾルカルツェフをアレクサンドル・コルジャコフとの交渉に当たらせていたこともあって、当初は下院でオリガルヒを招いてジュガーノフを首相に任命する憲法改正案も議論したものの決裂する結果となり、同年5月末にはジュガーノフはオリガルヒに敵対的な経済政策を綱領で掲げることとなった。
1996年6月16日のロシア大統領選挙では第一回投票で現職のエリツィンを僅差に追い込み、決選投票に残る。しかし、エリツィン陣営は3位のアレクサンドル・レベジ陣営を取り込み、共産党が政権掌握した場合に不都合となるオリガルヒの全面協力の下、なりふり構わぬ選挙戦に臨み、7月3日に行われた決選投票でジュガーノフは40.31％の得票率でエリツィンに敗北した。この大統領選がジュガーノフがエリツィン政権を追いつめた最大の機会であった。この選挙に関して、のちのロシアの第3代大統領であるドミートリー・メドヴェージェフは「我々は皆1996年にエリツィンは勝てなかったことを知っている」と述べて不正選挙が行われたことを示唆している。同年8月に大統領選でジュガーノフを支持したルツコイら反エリツィン陣営を集めたロシア人民愛国連合を結成して議長を務めた。
1998年から1999年にかけてエフゲニー・プリマコフ内閣によって第一副首相（ユーリ・マスリュコフ）のポストを手に入れて共産党は与党になるもエリツィンはジュガーノフと手を組んだプリマコフを罷免した。1999年12月の下院選では共産党は比例区で24%を獲得し、第一党の地位を維持するものの、政権与党「統一」やリベラル派の右派勢力同盟などが躍進し、年金生活者や社会的弱者を支持基盤とする共産党は、支持率が頭打ちとなる。 

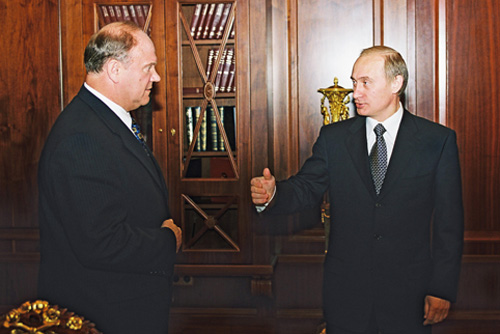
2000年、ロシア連邦大統領のウラジーミル・プーチン（右）と

ジュガーノフは2000年3月26日に実施された大統領選でプーチンに敗北（得票率29％）した。2003年の下院選では与党・統一ロシアが圧勝し、共産党は第二党を維持しつつも大幅に議席数を減らす結果となった。この選挙ではミハイル・ホドルコフスキーとそのユコス社の献金を受けていた共産党を含む政党が打撃を受けており、ジュガーノフは共産党から出馬したユコスの重役であるセルゲイ・ヴィクトロヴィッチ・ムラヴレンコを擁護していた。
2004年3月14日の大統領選では、ジュガーノフは立候補せず、代わりに元農工業グループ代表のニコライ・ハリトーノフを擁立したが敗北し、プーチン再選を許した。そして2003年の下院選敗北の頃から党内の一部がジュガーノフの党首交代を要求するようになり、2004年7月3日の第10回党大会では、ジュガーノフは再任されたものの、イヴァノヴォ州知事のウラジーミル・チーホノフら反主流派が分裂し別の会場で「党大会」を開催した。
2007年6月20日に翌2008年の大統領選に出馬することを表明し、同年12月15日に党員投票で共産党の大統領候補に選出された。しかし、2008年3月2日に実施された同選挙では次点ではあったものの、得票率17.72％でメドヴェージェフの前に落選した。
2009年の自身の誕生日にはプーチンから旧ソ連訳のマルクス・エンゲルスの共産党宣言が贈られた。
2012年3月4日に行われた大統領選では次点だったものの得票率17.18％でプーチンに圧倒的に差をつけられ、選挙には不正があったとして抗議の声をあげた。

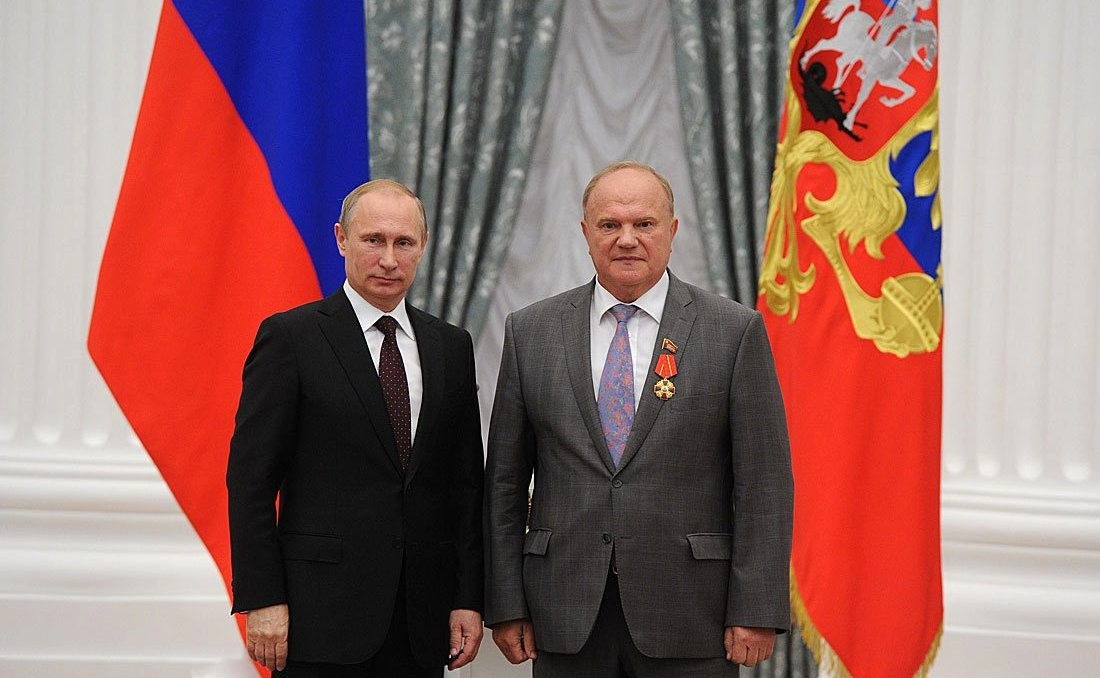
2014年、ロシア連邦大統領のウラジーミル・プーチン（左）と

2014年6月26日、プーチン大統領はジュガーノフをクレムリンに招き、70歳の誕生日記念にアレクサンドル・ネフスキー勲章を授与し、ロシア内戦で赤軍の英雄だったヴァシーリイ・チャパーエフの銅像が贈られた。
2024年6月26日、ロシア連邦労働英雄を授与された。

## 制裁
2014年7月、2014年ウクライナ騒乱での東部の武装蜂起への資金提供などの関与からウクライナ政府から要注意人物として指定された。
2022年2月、ロシア・ウクライナ危機 (2021年-2022年)でロシア連邦共産党はロシア軍のウクライナ侵攻のきっかけとなるドネツク人民共和国とルガンスク人民共和国の独立承認をプーチン大統領に迫った下院の決議で主導的な役割を果たしたため、ジュガーノフはアメリカ合衆国・カナダ・日本・イギリス・欧州連合（EU）から制裁対象のリストに追加された。

## 人物

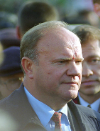
ジュガーノフ（2008年）

ジュガーノフは、党のオルガナイザーとしては組織を再建して一時は第一党や与党にすることにも成功し、エリツィン時代は大統領に迫る得票数と高い人気を誇っていた。しかし、エリツィンの後を継いだプーチンと比較すれば、大衆の支持を獲得するカリスマ性の点で劣るとされている。
共産主義者であるが、イエス・キリストは人類最初の共産主義者であったとしており、ロシア正教徒でもある。
中国共産党の鄧小平を自らの手本としており、ミハイル・ゴルバチョフのペレストロイカより慎重だった中国と同じ改革方法をとればソ連は崩壊しなかったとして社会主義市場経済の採用を仄めかしている。

## 著作
- 1996年6月 『ロシアと現代世界 汎ユーラシア主義の戦略』（黒岩幸子・佐藤優共訳）、自由国民社、ISBN 4426752000